# Pretending (canción de HIM)
«Pretending» es el primer sencillo del tercer álbum de HIM, Deep Shadows and Brilliant Highlights. Ville Valo afirmó que «esta canción es una versión sentimental de la canción Mask de Iggy Pop». Pretending es la única canción con la que HIM alcanzó la posición número 1 en la lista española de Los 40 Principales.
El videoclip de Pretending es el primero en el que aparece el actual tecladista Janne Puurtinen (Emerson Burton), que se integró en HIM tras la salida de Jussi-Mikko Salminen (Zoltan Pluto). El vídeo se grabó en Inglaterra y fue dirigido por Kevin Godley.

## Posicionamiento
| Clasificación (2001)                | Posición máxima |
| ----------------------------------- | --------------- |
| Alemania Offizielle Deutsche Charts | 10              |
| Austria Ö3 Austria Top 40           | 36              |
| España Los 40 Principales           | 1               |
| Finlandia Singles Top 20            | 1               |
| Suiza Schweizer Hitparade           | 32              |